# Agricultural Research Service

Logo des Agricultural Research Service

Der Agricultural Research Service (ARS) ist eine Organisation des Landwirtschaftsministeriums der Vereinigten Staaten (United States Department of Agriculture, USDA) zur landwirtschaftlichen Forschung und arbeitet an Forschungsprojekten zu landwirtschaftlichen Problemen, die von hoher nationaler Bedeutung sind. Zudem stellt der Agricultural Research Service Informationen aus dem Bereich landwirtschaftlicher Forschung bereit, sowohl für Wissenschaftler als auch die allgemeine Öffentlichkeit. Im Jahr 2012 arbeitete der Agricultural Research Service an 800 Forschungsprojekten im Rahmen von 18 staatlichen Programmen. Beschäftigt waren 2200 Wissenschaftler und 6200 weitere Mitarbeiter. Der Agricultural Research Service unterhält mehr als 90 Forschungseinrichtungen, einige davon außerhalb Amerikas. Das Budget des Haushaltsjahres 2012 betrug 1,1 Milliarden US-Dollar. Sitz der Behörde ist Washington, D.C.
Mit seinen Projekten und seinem Informationsangebot verfolgt der Agricultural Research Service folgende Ziele:
- Sicherstellung der Erzeugung von bekömmlichen und qualitativ hochwertigen Nahrungsmitteln und landwirtschaftlichen Produkten
- Bewertung des Nahrungsbedarfs der US-Amerikaner
- Sicherstellung einer wettbewerbsfähigen Landwirtschaft
- Fördern der natürlichen Ressourcen und der Umwelt
- Schaffung von wirtschaftlichen Perspektiven für ländliche Gemeinden und deren Einwohner.

Der Agricultural Research Service ist eine der vier Organisationen des US-amerikanischen Landwirtschaftsministeriums, die mit dem Themengebiet Forschung, Ausbildung und Ökonomie (Research, Education and Economics, REE) betraut sind. Die anderen sind das National Institute of Food and Agriculture (NIFA), der Economic Research Service (ERS) und der National Agricultural Statistics Service (NASS). Derzeitiger Direktor ist Edward B. Knipling.